# الغواصة الألمانية يو-16 (1936)
غواصة يو-16 غواصة يو بوت ألمانية من الفئة الثانية بي بنيت ل سلاح بحرية ألمانيا النازية كريغسمارينه، في أحواض بناء السفن الألمانية التابع لدويتشه فيرك في كيل خلال الحرب العالمية الثانية. 
تم إطلاقها في 28 أبريل 1936، تحت قيادة Heinz Beduhn، وكانت مكونة من 23 فردا. وكان آخره من بين قادتها الأربعة هو Horst Wellner.